# マジックファクトリー
有限会社マジックファクトリーは、東京都大田区にある芸能事務所である。

## 概要
マジックを中心とした公演の企画・制作会社で、所属マジシャン「アンディ先生」は子ども向けマジックショーを得意としている。
おやこ劇場、子ども劇場の公演を多数実施している他、ホスピタルマジックという名称で、病院での公演を実施している。
- 実施病院
  - 国立成育成医療センター
  - 国立国際医療センター国府台病院
  - 国立病院機構下志津病院
  - 名古屋市立大学病院
  - 名古屋大学医学部附属病院

電気マジックショーという名称で、電力会社主に東京電力のPR館で公演を実施している。また、健康マジックを発案して、テレビ、書籍でとりあげられた。
マジック以外にも、モンキーパフォーマンス、パントマイムなどをマネージメントしている他、三又又三（オフィス北野所属）プロデュースの舞台を制作している。

## 所属タレント
- アンディ先生

## 業務提携
- Mr.color
- ライフライン

## 舞台制作
- 2006年
  - お〜い!竜馬　青春篇
  - ギブUPまで待てない!!Vol.2
- 2007年
  - Yojiros
- 2008年
  - お〜い!竜馬　青春篇　ザ・ファイナル